# Cold Heart
Pour l’article homonyme, voir Coldheart.
Singles par Elton John
It's a Sin
(2021) After All
(2021)
Singles par Dua Lipa
Demeanor
(2021) Sweetest Pie
(2022)
Cold Heart est une chanson interprétée par le chanteur anglais Elton John et la chanteuse britannico-albanaise Dua Lipa, produite par le trio australien Pnau qui mélange plusieurs extraits de titres d'Elton John, principalement Rocket Man et Sacrifice, et sortie le 13 août 2021 en tant que single principal de l'album The Lockdown Sessions d'Elton John.
La chanson atteint la 1re place de l'UK Singles Chart, devenant le premier no 1 pour Elton John depuis 2005.

## Sortie
La rumeur d'une collaboration possible entre Elton John et Dua Lipa commence en août 2021, annoncée par John sur  le profil Instagram de Lipa. Le 10 août 2021, les deux chanteurs teasent leur collaboration avec une publication sur leurs réseaux sociaux de versions cartoon d'eux-mêmes dansant sur une mélodie disco. Le groupe Pnau est annoncé en tant que producteurs du titre le même jour. Le lendemain, John et Lipa annoncent le single et diffusent un extrait montrant Dua Lipa chantant le titre Rocket Man d'Elton John.

## Musique et paroles
Dans Cold Heart, Pnau mélange plusieurs singles d'Elton John : Rocket Man sorti en 1972, Sacrifice sorti en 1989, Kiss the Bride (en) sorti en 1983, et le titre Where's the Shoorah? présent sur l'album Blue Moves sorti en 1976.

## Crédits et personnel
Credits adaptés depuis Tidal.
- Elton John – chant, écriture
- Dua Lipa – chant
- Pnau – remixage
  - Nicholas Littlemore – production, écriture, percussions, synthétiseur
  - Peter Mayes – production, écriture, ingénieur, percussions, synthétiseur
  - Sam Littlemore – production, écriture, percussions, synthétiseur
- Bernie Taupin – écriture
- Mark Schick – production vocale
- Rafael Fadul – ingénieur
- Josh Gudwin – mixage
- Randy Merrill – masterisation

## Liste des pistes
| 1. | Cold Heart (Pnau Remix) | 3:22 |

| 1. | Cold Heart (Pnau Extended Mix) | 3:53 |

| 1. | Cold Heart (The Blessed Madonna Remix)        | 2:53 |
| 2. | Cold Heart (The Blessed Madonna Extended Mix) | 4:33 |

| 1. | Cold Heart (PS1 Remix) | 2:47 |

| 1. | Cold Heart (PS1 Extended Mix) | 3:09 |

| 1. | Cold Heart (Claptone Remix) | 3:03 |

| 1. | Cold Heart (Claptone Extended Mix) | 5:09 |

| 1. | Cold Heart (Acoustic) | 3:15 |

## Classements hebdomadaires
| Classements (2021)                      | Meilleure position |
| --------------------------------------- | ------------------ |
| Allemagne (Media Control AG)            | 3                  |
| Australie (ARIA)                        | 1                  |
| Autriche (Ö3 Austria Top 40)            | 3                  |
| Belgique (Flandre Ultratop 50 Singles)  | 2                  |
| Belgique (Wallonie Ultratop 50 Singles) | 1                  |
| Bulgarie (PROPHON)                      | 1                  |
| Canada (Hot 100)                        | 1                  |
| Croatie (HRT)                           | 1                  |
| Danemark (Tracklisten)                  | 2                  |
| Espagne (PROMUSICAE)                    | 15                 |
| États-Unis (Hot 100)                    | 7                  |
| États-Unis (Adult Contemporary)         | 1                  |
| États-Unis (Adult Top 40)               | 1                  |
| États-Unis (Hot Dance/Electronic Songs) | 1                  |
| Finlande (Suomen virallinen lista)      | 14                 |
| France (SNEP)                           | 9                  |
| France (Digital Songs)                  | 1                  |
| Grèce (IFPI)                            | 8                  |
| Hongrie (Rádiós Top 40)                 | 1                  |
| Hongrie (Single Top 40)                 | 2                  |
| Hongrie (Stream Top 40)                 | 7                  |
| Irlande (Irish Singles Chart)           | 2                  |
| Islande (Plötutíðindi)                  | 1                  |
| Israël (Media Forest)                   | 1                  |
| Italie (FIMI)                           | 6                  |
| Lettonie (Latvijas Radio 5 Top 40)      | 2                  |
| Lituanie (Agata)                        | 1                  |
| Norvège (VG-lista)                      | 4                  |
| Nouvelle-Zélande (RMNZ)                 | 1                  |
| Pays-Bas (Nederlandse Top 40)           | 2                  |
| Pays-Bas (Single Top 100)               | 8                  |
| Pologne (ZPAV)                          | 1                  |
| Portugal (AFP)                          | 10                 |
| Roumanie (Airplay 100)                  | 9                  |
| Royaume-Uni (UK Singles Chart)          | 1                  |
| Russie (Tophit Radio Top 100)           | 2                  |
| Slovaquie (IFPI Rádio)                  | 2                  |
| Slovaquie (IFPI Singles Digitál)        | 6                  |
| Suède (Sverigetopplistan)               | 5                  |
| Suisse (Schweizer Hitparade)            | 4                  |
| Tchéquie (IFPI Singles Digitál)         | 13                 |

## Certifications
| Région | Certification | Ventes/Streams |
| --- | ------------- | -------------- |
| Australie (ARIA) | Or            | 35 000^        |
| Espagne (PME) | Or            | 20 000^        |
| Italie (FIMI) | Platine       | 70 000*        |
| Nouvelle-Zélande (RMNZ) | Platine       | 30 000*        |
| Royaume-Uni (BPI) | Or            | 400 000^       |
| Suisse (IFPI) | Or            | 10 000x        |
| *Ventes selon la certification ^Mise en rayon selon la certification xNon précisé par la certification ‡ventes/streaming selon la certification |               |                |